# Commodore Amiga A-500 Plus

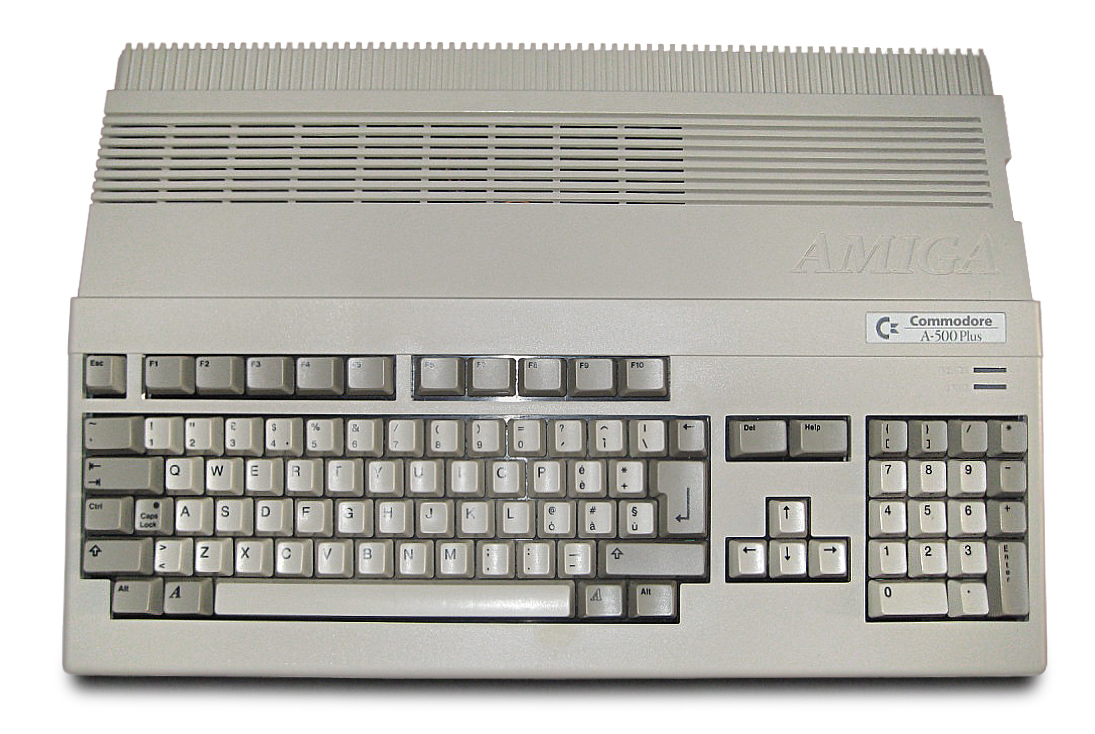
Commodore Amiga A-500 color blanca.

El Commodore Amiga A-500 Plus es una versión mejorada del original Amiga 500 Computer. Es notable por introducir nuevas versiones del Kickstart y Workbench, y por algunas mejoras menores en los chips propietarios conocidos como el Enhanced Chip Set (o ECS).
El A500+ fue lanzado en varios mercados (incluyendo varios países europeos), pero nunca fue vendido oficialmente en los Estados Unidos.
Aunque se lanzó oficialmente en 1992, varias unidades del A500 Plus habían sido ya vendidas (disfrazados como modelos A500, y sin aviso previo) durante los meses finales de 1991. Se ha especulado con que Commodore había vendido ya todo el inventario de A500 antes de la carrera por el período navideño. Para poder fabricar suficientes A500 antes de Navidad, Commodore usó parte del inventario de la nueva placa base revisión 8A destinado al A500+. Muchos usuarios no eran conscientes de estar comprando otra cosa que un A500 estándar. Aunque el A500+ era una mejora sobre el A500, ésta era menor, convirtiéndole en el Amiga de más corta vida. Dejó de fabricarse y fue sustituido por el Amiga 600 en el verano de 1992.
Commodore creó el A500+ por un par de razones. La primera fue la reducción de costos; pequeños cambios fueron hechos a la placa base para hacerla más económica a la hora de producirla. La otra razón fue que, así, Commodore podía introducir la nueva versión de su sistema operativo AmigaOS, 2.04.
Debido al nuevo Kickstart, bastantes juegos populares (como SWIV, Treasure Island Dizzy y Lotus Esprit Turbo Challenge) no funcionaron en el A500+, y la gente reclamaba a los distribuidores el original Amiga 500 con el Kickstart 1.3. Este problema fue resuelto por terceras partes que fabricaron placas para conmutar entre dos ROMs, la fijada en la placa del A500+ y una con Kickstart 1.2 o 1.3, fijada en la placa hija. Esto también motivó a los desarrolladores de juegos a tener mejores hábitos de programación, algo esencial porque, cuando el A500+ fue lanzado, Commodore ya tenía planes para introducir la siguiente generación, encarnada en el Amiga 1200.

## Especificaciones Técnicas
- Motorola 68000 CPU corriendo a 7,09 MHz (PAL) / 7,16 MHz (NTSC), como su predecesor.
- 1 MB de Chip RAM (sólo en las primerísimas versiones poseía 512 KB)
- Kickstart 2.04 (v37.175)
- Workbench 37.67 (release 2.04)
- Reloj en tiempo real respaldado por batería (opcional en el Amiga 500)
- Chipset ECS completo, incluyendo la nueva versión de los chips propietarios Agnus y Denise.

- Datos: Q512646
- Multimedia: Amiga 500 Plus / Q512646